# 2023年3月中國大陸

## 3月4日
- 全國政協十四屆一次會議於下午3時在北京人民大會堂開幕，11日下午閉幕，會期7天半[1]。

## 3月5日
- 第十四屆全國人民代表大會第一次會議於上午9時在北京人民大會堂舉行開幕會[2]。

## 3月10日
- 習近平在十四屆全國人大一次會議上再次當選中華人民共和國主席[3]，是中華人民共和國建國以來第一位任期超過十年、開展第三個任期的國家主席。此前，習近平於2022年10月23日召開的中共二十屆一中全會上已經第三次當選中共中央總書記和中共中央軍委主席[4]。

## 3月27日
- 下午2時30分許，河北省滄州市滄縣崔爾莊鎮東村的一座廢棄冷庫在拆除過程中發生火災，造成至少11人死亡，起火原因不明。當天晚間10時55分左右，大火已被撲滅。[5][6][7]
- 中國國家能源集團寧夏煤業公司双马一矿與孙国友發生供水糾紛。孫國友跪地求水。

## 3月29日
- 晚間7時許，陝西省西安市雁塔區城南南郊長延巷的一處社區發生墜樓事件，一名35歲葉姓男子從大樓北側的第29層樓墜落，當時一名5歲杜姓男童路過，剛好砸中男童，男子當場死亡，而男童緊急送醫後不治身亡。事發當下男童在人行道上騎著滑板車與爺爺一同散步[8][9][10]。

## 3月31日
- 晚間11時許，河北省邯鄲市叢台區發生汽車撞人事件，一輛白色轎車沿路撞多名行人，現場傳出爆炸，目前事件原因和傷亡人數不明。據報導，轎車一路從和平路撞到中華北大街的新世紀商業廣場，還走非機動車道，然後到七中，最後順著聯紡路，一路撞到天然居飯店門口。兇手在天然居飯店被逮捕[11][12]。